# Этот прекрасный мир
«Этот прекрасный мир» — шестой студийный альбом Васи Обломова. Был выпущен 19 апреля 2019 года на различных цифровых платформах.

## Об альбоме
4 апреля 2019 года Вася Обломов сообщил в твиттере, что новый альбом готов и увидит свет уже 19 числа. В день анонса было опубликовано и два новых трека («Добро пожаловать» и «Двери закрываются»). Как и было обещано альбом «Этот прекрасный мир» стал доступен 19 апреля. Альбом включает в себя 13 композиций. Тексты по-прежнему посвящены различным актуальным темам: свобода слова, образование, международные отношения, конфликт на Украине и в Донбассе, нелёгкая жизнь обычных россиян.
Летом прошлого года я, начитавшись статей о ситуации в стране, решил, что пора уже не стесняться в выражениях. Многим кажется, что Вася Обломов — это что-то весёлое и прикольное. Но жизнь не анекдот, иногда надо называть вещи своими именами, говорить прямо. Я понимаю, что если погружаться в ужас, который происходит вокруг, многим станет страшно, печально, одиноко и не смешно. Но это тот случай, когда мы не шутим, у нас другие задачи— Вася Обломов о новом альбоме
Песня «Жизнь сложная» была записана в дуэте с лидером группы «Машина времени» Андреем Макаревичем. Отчасти текст этой песни перекликается с композицией Макаревича «Меня очень не любят эстеты», написанной ещё в 90-х годах, но с упоминанием современных политических реалий. Заканчивается альбом вальсом без слов. «Как сказал Ренуар незадолго до смерти: боль уйдёт, красота останется. Я тоже так думаю», — пояснил по этому поводу Обломов. Обложка альбома стилизована под детский рисунок, на котором изображена семья на фоне дома, который сделан из колючей проволоки.

## Список композиций
| №                   | Название                                        | Длительность |
| ------------------- | ----------------------------------------------- | ------------ |
| 1.                  | «Добро пожаловать»                              | 3:36         |
| 2.                  | «Двери закрываются»                             | 2:30         |
| 3.                  | «Жизнь сложная» (при участии Андрея Макаревича) | 5:28         |
| 4.                  | «Недоросль»                                     | 2:20         |
| 5.                  | «Иногда здесь так»                              | 4:15         |
| 6.                  | «Город-Зад»                                     | 2:10         |
| 7.                  | «Жизнь налаживается»                            | 4:44         |
| 8.                  | «Работа-дом»                                    | 3:47         |
| 9.                  | «Беги, дружище, беги»                           | 4:37         |
| 10.                 | «Диги-Диги»                                     | 3:48         |
| 11.                 | «Старикам здесь место»                          | 3:30         |
| 12.                 | «Самый последний день»                          | 4:57         |
| 13.                 | «Вальс»                                         | 4:01         |
| Общая длительность: | Общая длительность:                             | 49:49        |

## Участники записи
- Василий Гончаров (Вася Обломов) — музыка, слова, автор, голос, речетатив, все инструменты
- Дмитрий Павлов — гитара (5, 10)
- Ася Соршнева — скрипки (7, 13)
- Пётр Дольский — бас (13)
- Дмитрий Севастьянов — барабаны (13)
- Денис Юровский — сведение (7)
- Сергей Большаков — сведение, мастеринг и работа над ошибками

## Музыкальные видео
Видео на композицию «Жизнь налаживается» вышло ещё 1 марта 2018 года. Режиссёром клипа выступил сам артист. Действие видео происходит в России будущего, в 2068 году. Из видео становится понятно, что в будущем в России ничего не изменилось. По сюжету главный герой, живущий в скромных условиях в провинции, прогуливаясь по улице, обнаруживает в разрушенном здании капсулу времени из 2018 года. Он относит её домой и вскрывает, но вместо послания потомкам находит там ругательство и шелуху от семечек. 27 апреля 2018 года появилось видео на песню «Город-Зад». Чёрно-белый видеоклип состоит из фрагментов видеозаписей советских времён, демонстрирующих провинциальную разруху.
10 апреля 2019 года состоялась премьера клипа на песню «Добро пожаловать». Режиссером снова выступил сам Обломов. По сюжету герой попадает в некое исправительное медицинское учреждение, где ему главный врач (Михаил Горевой) доходчиво объясняет его права и обязанности. Героя стригут налысо и проводят через некую процедуру внутри герметичной камеры. В конце концов герой принимает свою участь и отказывается покидать палату, даже несмотря на то, что она не заперта.

## Рецензии
Алексей Мажаев с сайта InterMedia отмечает, что на новом альбоме Васе Обломову стало «сложнее сохранять оптимизм» и он «почти полностью отказался от смешных бытовых зарисовок и сосредоточился на неутешительных хрониках победы зла над добром в отдельно взятой стране». По его мнению, творчество Обломова предсказуемо, однако его всё равно интересно слушать, так как он находит новые слова для описания волнующих его вещей, а так же ему удаётся обходиться без мата, что должно быть сложно, ведь он поёт о политике и экономике современной России. Тем не менее, Мажаев соглашается, что последние композиции альбома («Старикам здесь место» и «Самый последний день») несколько разрушают мнение о предсказуемости творчества Обломова. В общем итоге Алексей Мажаев оценил альбом на 8 баллов из 10.